# Jamli
Jamli fou un estat tributari protegit, una thikana feudatària de Jhabua al modern Madhya Pradesh, amb una superfície de 143 km² i tres pobles amb 3.359 habitants. Jamli fou fundada pel thakur Kishor Singh el 1752. El darrer thakur fou Shivraj Sharan Singh que va pujar al tron el 3 de novembre de 1932, va accedir a l'Índia el 1948 i va morir el 15 d'agost de 1980.